# 悦达起亚
江苏悦达起亚汽车有限公司，原名东风悦达起亚汽车公司（DYK）、起亚汽车有限公司，是由韩国起亚汽车株式会社和江苏悦达投资股份有限公司共同投资组建，总部位于江苏省盐城。
根据中国汽车工业协会统计，东风悦达2005年轿车销量为10.56万辆，列全国第十二位。2021年，东风悦达起亚的销量仅为15.25万台，同比下滑37%，相当于2008年水平。
2021年12月，东风集团完成转让东风悦达起亚25%股权，转让价格为2.97亿元。之前东风悦达起亚汽车公司是由东风汽车集团、悦达集团和起亚汽车在1992成立的三方合资公司，东风公司持有25%的股份。
2022年2月，韩国起亚株式会社与盐城市人民政府、江苏悦达集团签署扩大投资协议，双方将成立新合资公司。3月1日晚悦达汽车发布公告，东风悦达起亚汽车有限公司拟实施增资，增资规模6亿美元，悦达投资发布公告放弃增资东风悦达起亚。在本次增资前，东风悦达起亚的股权结构为起亚株式会社、悦达汽车集团、悦达投资各持有 50%、25%、25%，增资后新公司股比为起亚株式会社、悦达汽车集团、悦达投资各持有 50%、45.8%、4.2%，悦达汽车集团和悦达投资为一致行动人。
2022年3月22日东风悦达起亚更名为起亚汽车有限公司；同年5月再更名为江苏悦达起亚汽车有限公司。

## 产品

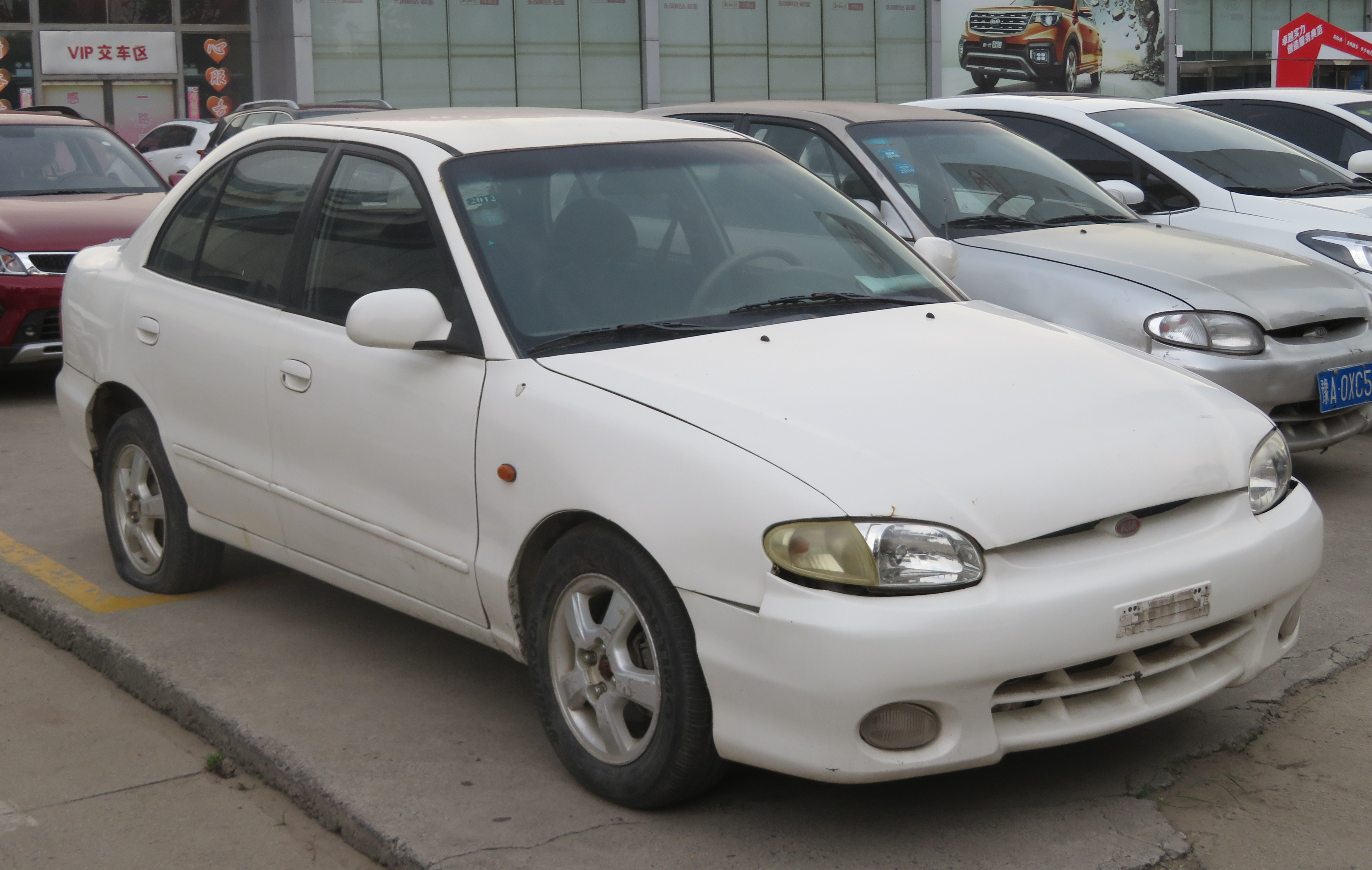
千里馬（2002年）

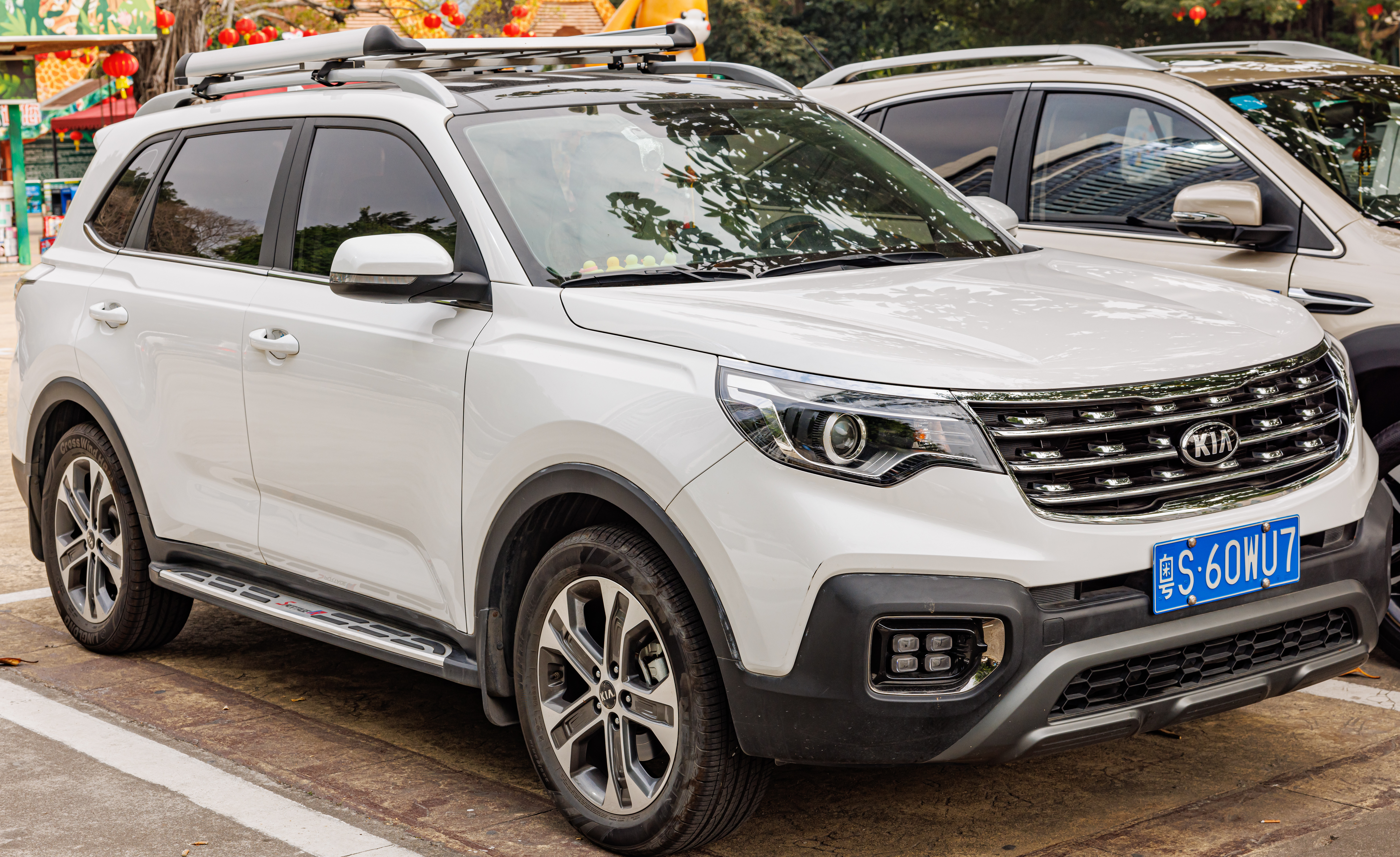
智跑（2018年）

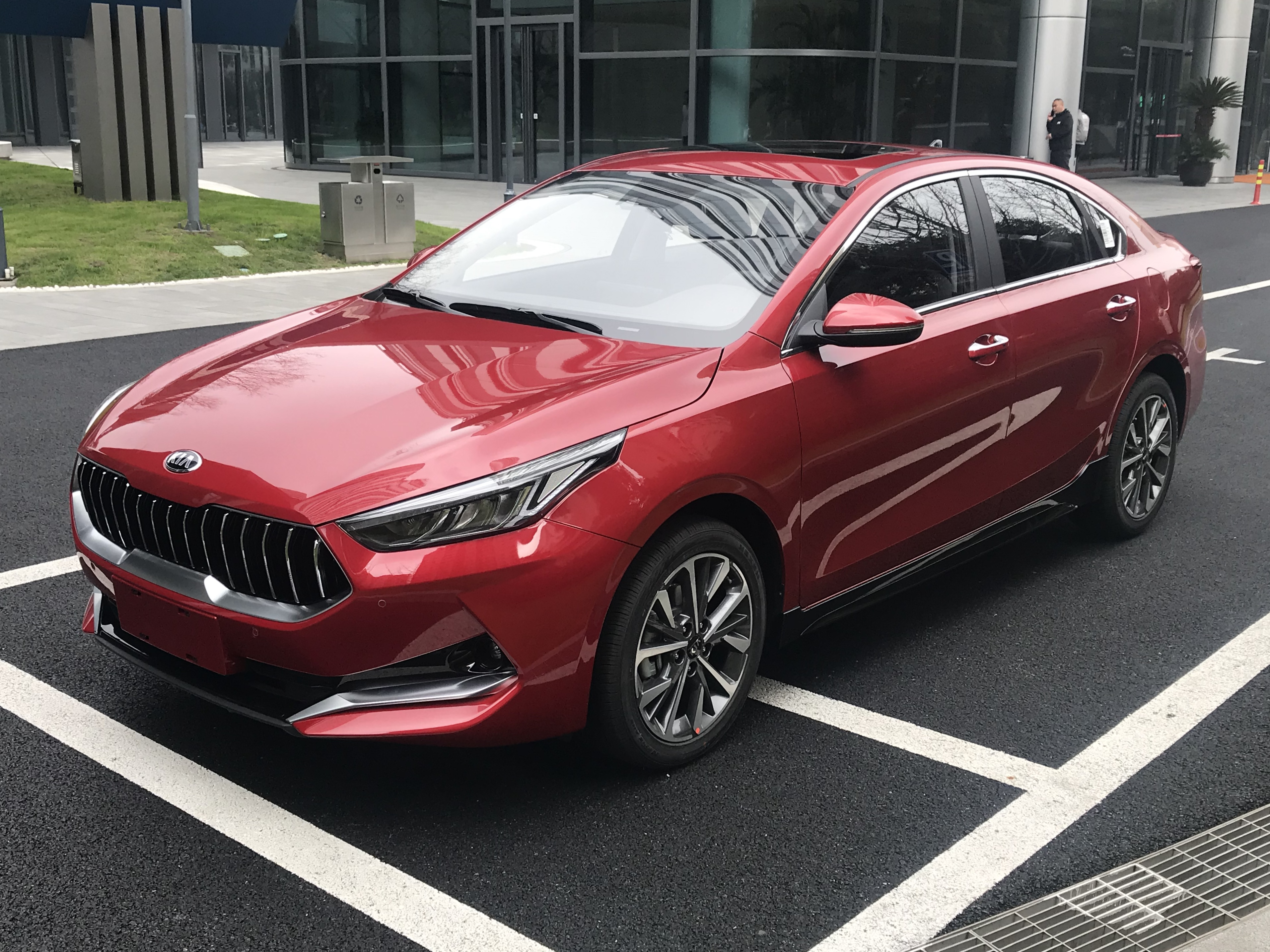
K3（2019年）

- 嘉华（Carnival）
- 智跑（Sportage ace）
- 奕跑（Stonic）
- 索奈（Sonet）
- 狮铂拓界（Sportage）
- 赛图斯（Seltos）
- 煥馳（Pegas）
- K5
- K3
- EV5
- EV6